# Västerbottens lappmarkers domsaga
Västerbottens lappmarkers domsaga var en domsaga i Västerbottens län och Norrbottens län. Den bildades enligt beslut den 18 december 1680. 
Att en domsaga inrättades i lappmarkerna innebar att där skulle förrättas häradsting under ledning av en häradshövding som skulle vara bosatt i häradet, precis som i övriga riket. Så blev det dock inte i praktiken, utan den sittande underlagmannen, Lars Jakobsson Grubb, fick 1682 tillstånd att "under karaktär av häradshövding" fortsätta hålla lagmansting i lappmarkerna. När Lars Grubb fick annat ämbete utsågs Markus Bostadius 1698 till hans efterträdare, nu med titeln justitiarie. Borgmästaren i Torneå, Carl Sadlin, övertog ämbetet 1714.
Domsagan upphörde 1720 genom att den norra delen lades till Västerbottens norra kontrakts domsaga och den södra delen till Västerbottens södra kontrakts domsaga. Först då infördes häradsrätterna i praktiken i Lappland.
Formellt sett löd minst sex tingslag under domsagan, som i sin tur löd under Svea hovrätt.

## Tingslag
Pite lappmark:
- Arjeplogs lappmarks tingslag
- Arvidsjaurs lappmarks tingslag

Lule lappmark:
- Jokkmokks lappmarks tingslag

Lycksele lappmark:
- Lycksele lappmarks tingslag

Torne lappmark:
- Jukkasjärvi lappmarks tingslag
- Karesuando lappmarks tingslag

Kemi lappmark

## Justitiarier
| Ämbetstid                            | Namn                 | Levnadstid |
| ------------------------------------ | -------------------- | ---------- |
| 1680-1697                            | Lars Jakobsson Grubb |            |
| (fullmakt 3 februari 1698) 1698-1714 | Markus Bostadius     |            |
| (fullmakt 22 juni 1714) 1714-1720    | Carl Sadelin         |            |